# Nicholas Piantanida
Nicholas „Nick“ Piantanida (* 15. August 1932; † 29. August 1966 in Worthington (Minnesota)) war ein US-amerikanischer Fallschirmspringer, der 1965 und 1966 unter großem Medieninteresse versuchte, den am 16. August 1960 von Joseph Kittinger aufgestellten Weltrekord für einen Fallschirmsprung aus der Stratosphäre von 31.332 Metern zu brechen, und dabei ums Leben kam.
Bei der ersten von drei Ballonfahrten am 22. Oktober 1965 zwangen ihn Fehlfunktionen des Ballons, schon in einer Höhe von knapp 5000 Metern aus der Gondel zu steigen und mit einem Fehlversuch statt eines Stratosphärensprungs Beobachter und Presse zu enttäuschen.
Einige Monate später waren Material und Sponsoren für einen weiteren Versuch gefunden. Am 2. Februar 1966 erreichte er in seinem Ballon eine neue Rekordhöhe von 37.643 Metern, es gelang Piantanida jedoch nicht, seinen für den Sprung notwendigen Raumanzug vom Sauerstoff-Versorgungsschlauch der Gondel zu lösen. Zur Rettung wurde der Ballon aufgegeben und von der Gondel gelöst, in der Piantanida schließlich, nach einem Freifall mit etwa 600 Kilometern pro Stunde von einem Fallschirm gebremst, zur Erde zurückkehrte. Wegen der Trennung des Ballons wurde die Fahrt von der Fédération Aéronautique Internationale nicht offiziell als Höhenrekord anerkannt.
Bereits am 1. Mai 1966 startete ein dritter Versuch, der zunächst erfolgversprechend verlief. Nachdem bereits weit über 17.000 Meter Höhe erreicht waren, riss nach offenbarem, aber bis heute nicht völlig geklärten Zwischenfall die Funkverbindung ab, so dass von der Boden-Crew wie drei Monate zuvor erneut der Hauptballon aufgegeben und die Gondel nach 26 Minuten am Fallschirm gelandet hatte. Piantanida wurde stöhnend, aber bewusstlos geborgen und in eine nahe gelegene Klinik ohne spezielle Einrichtung zur Höhen-Dekompression gebracht. Man fand heraus, dass sich aus unbekanntem Grund das Visier des Helmes geöffnet hatte und er wegen des Sauerstoffmangels das Bewusstsein verlor und aufgrund der Unterversorgung des Gehirns in ein Koma fiel. Er erwachte nicht mehr aus dem Koma und verstarb vier Monate später.